# Troll (группа)
Troll (с англ. — «Тролль») — норвежская симфо-блэк-метал-группа.

## История
Группа Troll была основана в 1992 году, когда 14-летний Стиан Арнесен, известный как «Nagash», начал писать музыку вместе с Glaurung и Fafnir. Когда Glaurung и Fafnir покинули проект, Nagash продолжил сольную карьеру в Troll и выпустил альбом Trollstorm over Nidingjuv в 1995 году и Drep de kristne в 1996 году.
После выхода Drep de kristne Nagash больше времени уделял работе с другими группами, такими как Dimmu Borgir и своей другой группе Covenant, которую он основал вместе с Blackheart. Группа Troll была неактивна до 2000 года. К тому времени Fafnir, теперь уже под именем Sinister Minister Twice, вернулся в Troll. К ним присоединились и другие участники, что сделало Troll группой, а не сольным проектом. С Nagash, сосредоточенным на гитаре и синтезаторе, Troll выпустили альбом The Last Predators в 2000 году и Universal в 2001 году.
Между Drep de kristne и Last Predators наблюдался значительный прогресс. Тексты песен теперь были преимущественно на английском языке, а образы меньше вращались вокруг сатанинской символики и ненависти к христианам. Музыка с годами стала менее мрачной и более симфоничной.
В 2007 году Nagash собрал полный состав Troll и начал запись нового альбома в январе 2009 года. Этот альбом, Neo-Satanic Supremacy, вышел в начале 2010 года и был описан одним критиком как «занимательный, хотя и несколько избитый образец симфонического блэк-метала в стиле 90-х».

## Дискография
- Trollstorm over Nidingjuv (demo) – 1995
- Drep de kristne – 1996
- The Last Predators – 2000
- Universal – 2001
- Neo-Satanic Supremacy – 2010
- Tilbake Til Trollberg (EP) – 2020
- To the Shadows (single) – 2023
- Trolldom – 2023